# 顏瑄
顏瑄（1428年—？），字寶之，直隸常州府江陰縣人，明朝政治人物。進士出身。

## 生平
成化元年（1465年）舉乙酉科應天府鄉試第十九名。成化二年（1466年）聯捷丙戌科會試第十三名，殿試登進士第二甲第二名。

## 家族
曾祖父顏明遠。祖父顏澤，曾任福建左參政。父亲顏讓。